# Marie Espérance von Schwartz
Marie Espérance von Schwartz, geborene Brandt (* 8. November 1818 in Southgate in Hertfordshire, England; † 20. April 1899 in Ermatingen, Schweiz), auch Marie Esperance Kalm de Schwartz, Marie Speranza von Schwartz, bekannt unter ihrem gräzisierten Namen Elpis Melena (griechisch Ελπίς Μέλαινα), war eine Schriftstellerin deutscher Herkunft und englischer Staatsangehörigkeit. Sie war eine Freundin von Giuseppe Garibaldi und Franz Liszt und wurde vorwiegend auf dem Gebiet der Reise- und Memoirenliteratur bekannt.

## Leben

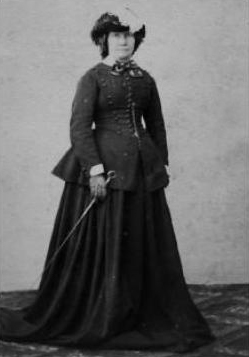
Im Palais Lovatti in Rom

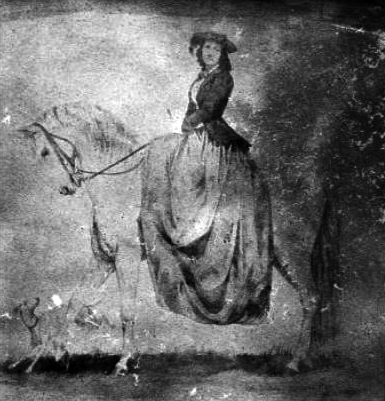
Auf dem Pferd und mit ihrem Windspiel Huney, den sie auf Kreta mitgenommen hatte

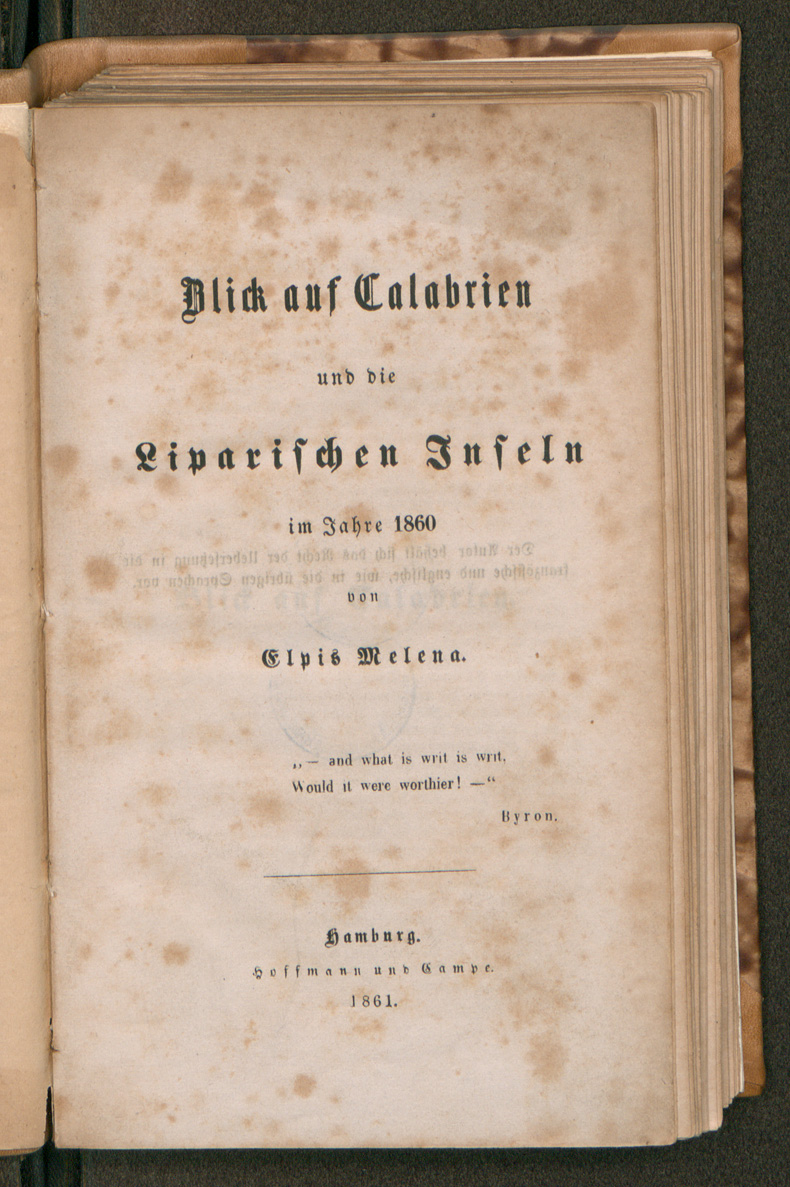
Blick auf Calabrien und bei Liparischen Inseln im Jahre 1860, 1861

### Frühe Jahre
Als Tochter eines Hamburger Bankiers in England geboren, wurde sie vorwiegend in Genf erzogen. Nach einer frühen kurzen Ehe mit einem Vetter verwitwet, ließ sie sich in Rom nieder. Mit ihrem zweiten Ehemann, dem Hamburger Bankier Ferdinand von Schwartz (* 8. Juni 1813; † 14. April 1883), den sie in Italien kennengelernt hatte, unternahm sie abenteuerliche Reisen durch Griechenland, die Türkei, Kleinasien, nach Ägypten und Nordafrika, jedoch wurde diese Ehe 1854 geschieden. In Rom führte die wohlhabende und gebildete, insbesondere sprachlich talentierte (sie soll acht Sprachen beherrscht haben) Frau einen literarischen Salon, in dem zahlreiche Künstler und Aristokraten verkehrten. Sie war mit Franz Liszt befreundet und pflegte mit ihm über viele Jahre einen regen Briefwechsel.
Daneben frönte sie weiterhin ihrer Reiselust.

### Garibaldi
Seit 1849 interessierte sich Marie Esperance von Schwartz für den Freiheitskämpfer Giuseppe Garibaldi. Im Herbst 1857 trat sie zu Garibaldi auf der Insel Caprera in persönliche Beziehungen; sie lebte mit ihm zusammen, sorgte für seine Kinder, unterstützte seine Sache finanziell und durch ihre Schriften und pflegte ihn während seiner Gefangenschaft und nach seiner Verwundung. Sie galt allgemein als seine Geliebte; Garibaldi soll mehrfach um ihre Hand angehalten haben. Garibaldi gab ihr aus Dank für ihre aufopfernde Freundschaft das Manuskript seiner Memoiren, die sie schnell ins Deutsche übersetzte und 1861 noch vor ihrem Konkurrenten Alexandre Dumas d. Ä. herausbringen konnte.

### Kreta
Ende 1865 verlegte Marie Esperance von Schwartz ihren Wohnsitz nach Kreta, wo sie sich, unbeirrt durch die auf der Insel während des kretischen Aufstands tobenden Kämpfe, in Chalepa bei Chania eine reizvolle Villa in den Weingärten bauen ließ. Ihre Sympathie gehörte den Aufständischen. Auf ihre Bitte hin entsandte Garibaldi zur Unterstützung des Aufstands ein Kontingent von 500 Mann nach Kreta. Sie widmete viel Zeit und Geld karitativen Einrichtungen, gründete Krankenhäuser, Asyle, Schulen, übersetzte deutsche Schulbücher ins Neugriechische und kretische Volkslieder, Sagen und Volksgut ins Deutsche. Sowohl bei den christlichen als auch den islamischen Kretern erwarb sie sich hohen Respekt.
Sie entfaltete auf dem Gebiete des Tierschutzes ein reges Engagement, das sich über ganz Europa erstreckte. In Chania gründete sie ein Tierspital für Pferde und Esel, die zahllosen Straßenhunde wurden täglich gefüttert. In zahlreichen Broschüren in vielen Sprachen warb sie um Förderer des Tierschutzes und setzte sich gemeinsam mit Ernst Grysanowski und Ernst von Weber gegen Tierversuche ein.
Nach 20 Jahren auf Kreta ließ sie sich in der Schweiz nieder, wo sie schließlich im Alter von 80 Jahren starb.

## Werke (Auswahl)
- Erlebnisse und Beobachtungen eines mehr als 20-jährigen Aufenthaltes auf Kreta, 1892; überarbeitete Neuausgabe: Pandora, Zehdenick 2008.
- Garibaldi. Mitteilungen aus seinem Leben (2 Bde., 1884)
- Gemma, oder Tugend und Laster. Novelle (1877)
- Kreta-Biene oder kretische Volkslieder, Sagen, Liebes-, Denk- und Sittensprüche, gesammelt und herausgegeben; Georg Franz, München 1874; (Digitalisat MDZ)
- Von Rom nach Kreta. Reiseskizze (1870)
- Die Insel Kreta unter der ottomanischen Verwaltung, Arnold Hilberg, Wien 1867; (Online)
- Der junge Stelzentänzer, Episode während einer Reise durch die westlichen Pyrenäen, Friedrich Mauke, Jena 1865 (Online)
- Garibaldi im Varignano 1862 und auf Caprera im October 1863; Otto Wigand, Leipzig 1864; (Digitalisat)
- Blick auf Calabrien und die Liparischen Inseln im Jahre 1860, Hoffmann und Campe, Hamburg 1861 (Online)
- Garibaldi's Denkwürdigkeiten nach handschriftlichen Aufzeichnungen desselben, und nach authentischen Quellen, bearbeitet und herausgegeben, Bd. 1 Hoffmann und Campe, Hamburg 1861; (Online), Bd. 2 (Digitalisat)
- Hundert und ein Tag auf meinem Pferde. Hoffmann und Campe, Hamburg 1860; (Digitalisat)
- Memoiren eines spanischen Piasters, 2 Bd., Vieweg, Braunschweig 1857
- Blätter aus dem afrikanischen Reise-Tagebuch einer Dame, Braunschweig 1849 (anonym veröffentlicht)

### Übersetzungen
- Recollections of General Garibaldi, or, Travels from Rome to Lucerne London 1861 (Online)
- Calabria and the Liparian islands in the year 1860, Saunders, Otley and Co, London 1862, (Digitalisat)
- Leaves from a Lady's Diary of Her Travels in Barbary, Colburn, London 1850, Vol. 1, (Digitalisat), Vol. 2, (Digitalisat)

## Sekundärliteratur
- Peter E. Stoetzer (Ur-Urenkel von Elpis Melena), Prolog zu „Elpis Melena, Erlebnisse und Beobachtungen eines mehr als 20-jährigen Aufenthalts auf Kreta“, Neuausgabe 2008 (Digitalisat)
- Franz Brümmer: Schwartz, Marie Esperance von. In: Allgemeine Deutsche Biographie (ADB). Band 54, Duncker & Humblot, Leipzig 1908, S. 277 f.
- o.N.: Elpis Melena. In: Zeitgenössische Porträtkarten; in: Der Hausfreund, Bd. 6, Förster & Bartelmus, Wien [1868], S. 88–90; (Digitalisat)
- o.N.: Elpis Melena. In: Supplement. Frauen der Zeit. In: Männer der Zeit, 2. Serie, Carl Lorck, Leipzig 1862, S. 75, (Digitalisat)